# Оукдейл (град, Калифорния)
Оукдейл (на английски: Oakdale) е град в окръг Станислос, щата Калифорния, САЩ. Оукдейл е с население от 23 150 жители (по приблизителна оценка от 2017 г.) и обща площ от km². Намира се на 48 m надморска височина. ЗИП кодовете му са 95361, а телефонният му код е 209.